# Dirk Bus

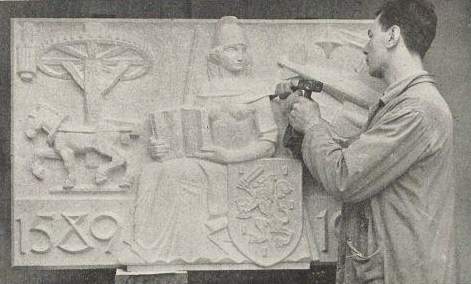
Bus werkend aan een gevelsteen voor het gebouw van de Octrooiraad in Den Haag, 1933

Dirk Bus (Den Haag, 5 december 1907 – aldaar, 10 juni 1978) was een Nederlandse beeldhouwer.

## Leven en werk
Dirk Bus volgde een opleiding beeldhouwkunst aan de Academie van Beeldende Kunsten in Den Haag en de Rijksakademie van beeldende kunsten in Amsterdam. Hij was een student van Bon Ingen-Housz en Jan Bronner. Hij was docent beeldhouwkunst aan de Vrije Academie en de Haagse Academie. Tot zijn leerlingen behoorden Maja van Hall, Frank Letterie, Sonja Meijer, Piet Riethoven en Kees Verkade.
Bus was jarenlang voorzitter van Pulchri Studio en lid van de Nederlandse Kring van Beeldhouwers Amsterdam. Hij was medeoprichter van de Haagse kunstenaarsgroepering Verve. Hij voerde vele beeldhouwopdrachten uit in Den Haag.
Bus werd in 1976 benoemd tot ridder in de Orde van Oranje-Nassau. Hij overleed twee jaar later, op 70-jarige leeftijd.

## Werken (selectie)
- 1936 Gevelsteen Octrooiraad, Den Haag
- 19?? Visser met vis en vissersvrouw met kind, twee gevelbeelden, Scheveningseveer, Den Haag
- 1940 Oorlogsmonument (reliëfs) op de begraafplaats Jaffa, Delft
- 1951 Monument Grenadiers en Jagers, Böttgerwater Den Haag-Ypenburg (voorheen Johan de Wittlaan)
- 1953 Ornamenten aan de gevel van het voormalig stadhuis aan de Patijnlaan, in 2004 herplaatst in het plantsoen van het Burgemeester De Monchyplein, Den Haag
- 1957 Gezins- en kinderverzorgster in het Westbroekpark, Den Haag
- 1962 Jan Pieterszoon Sweelinck ('Orpheus') op het Sweelinckplein, Den Haag
- 1965 Vrouw, Zuidwerfplein, Den Haag
- 1966 Europa in de Hofzichtlaan, Den Haag
- Kop van Jacobus van 't Hoff

## Fotogalerij

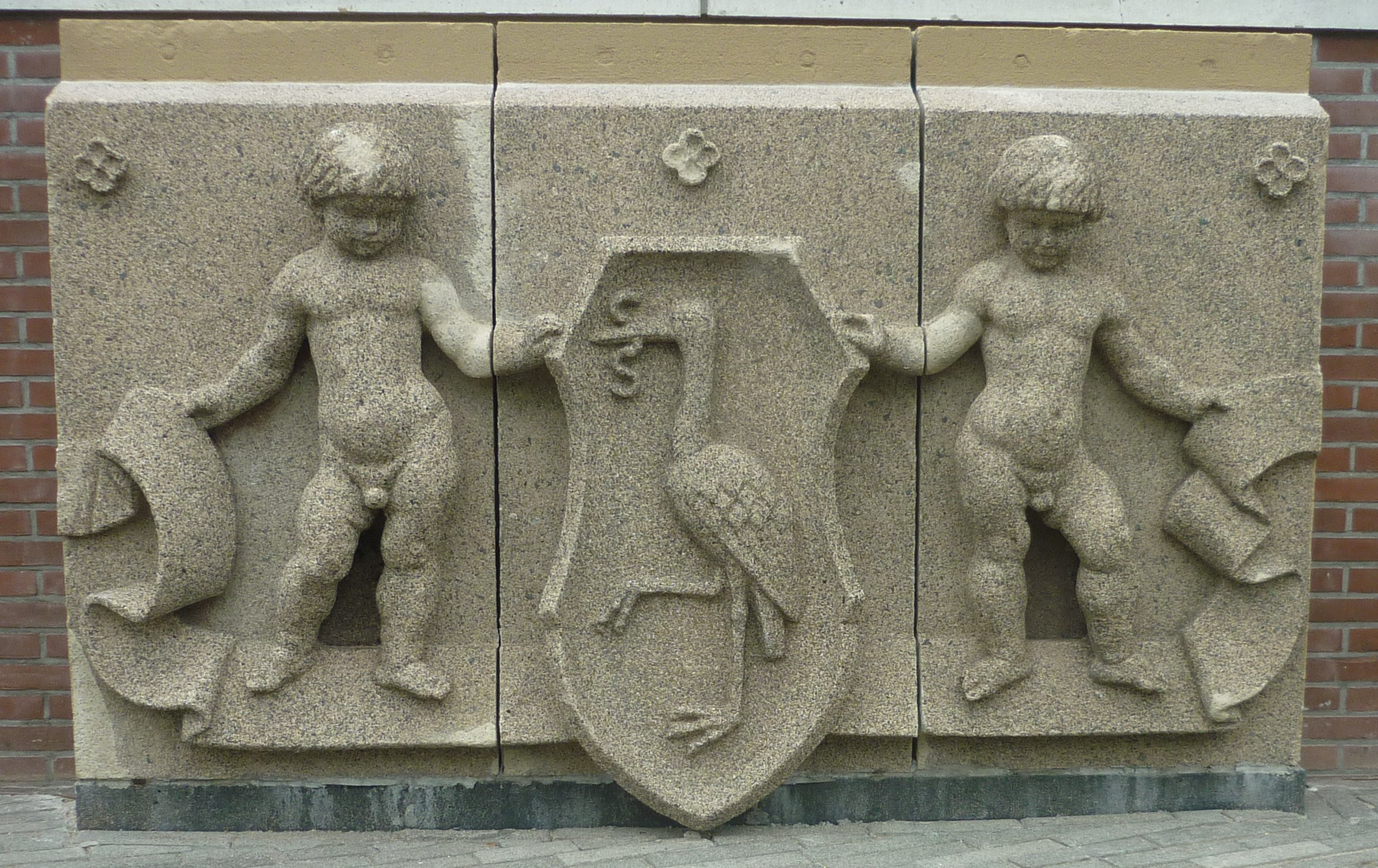
Stadswapen uit het voormalige stadhuis (1953), Burgemeester de Monchyplein, Den Haag
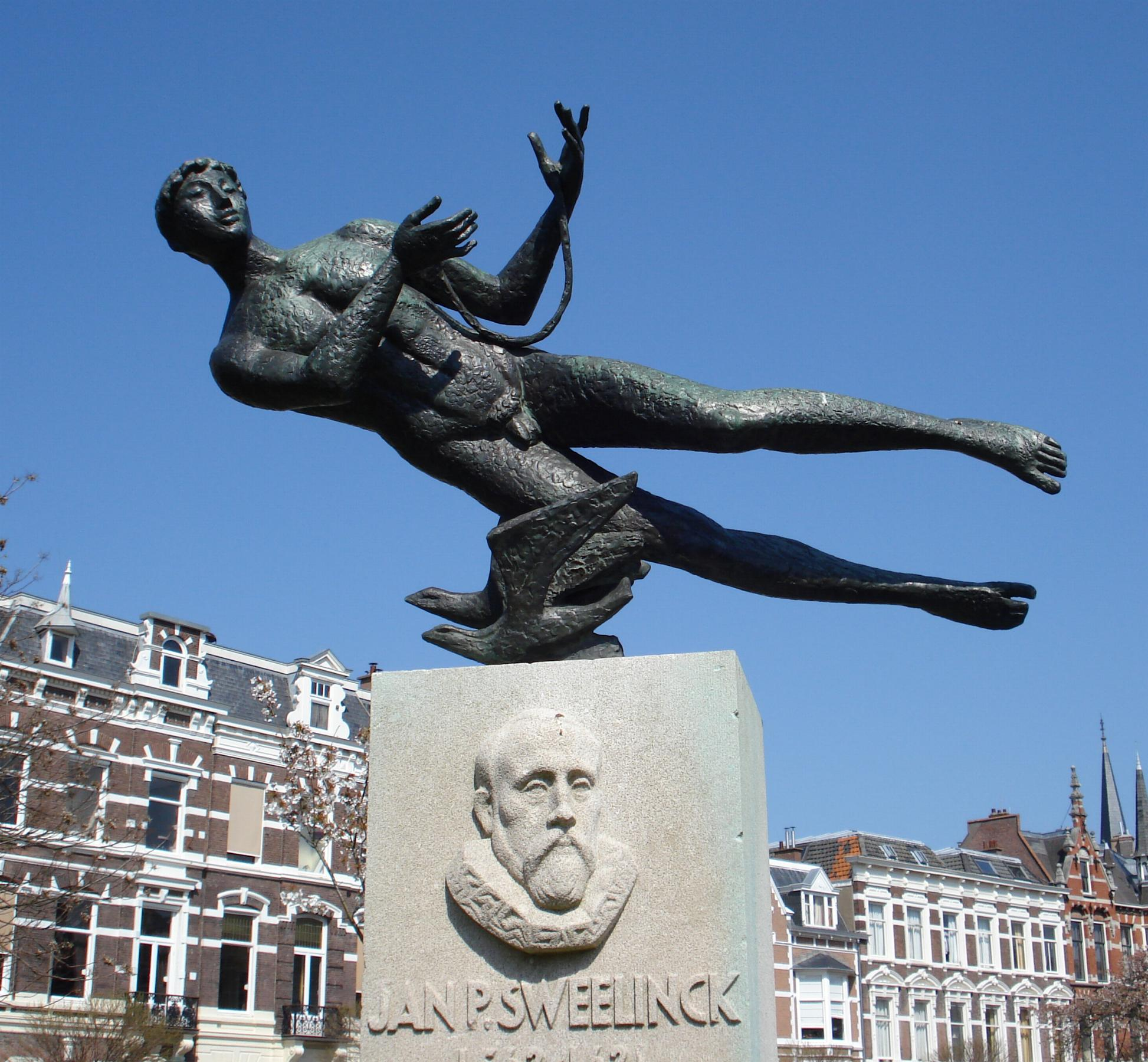
Jan Pieterszoon Sweelinck (1962), Sweelinckplein, Den Haag
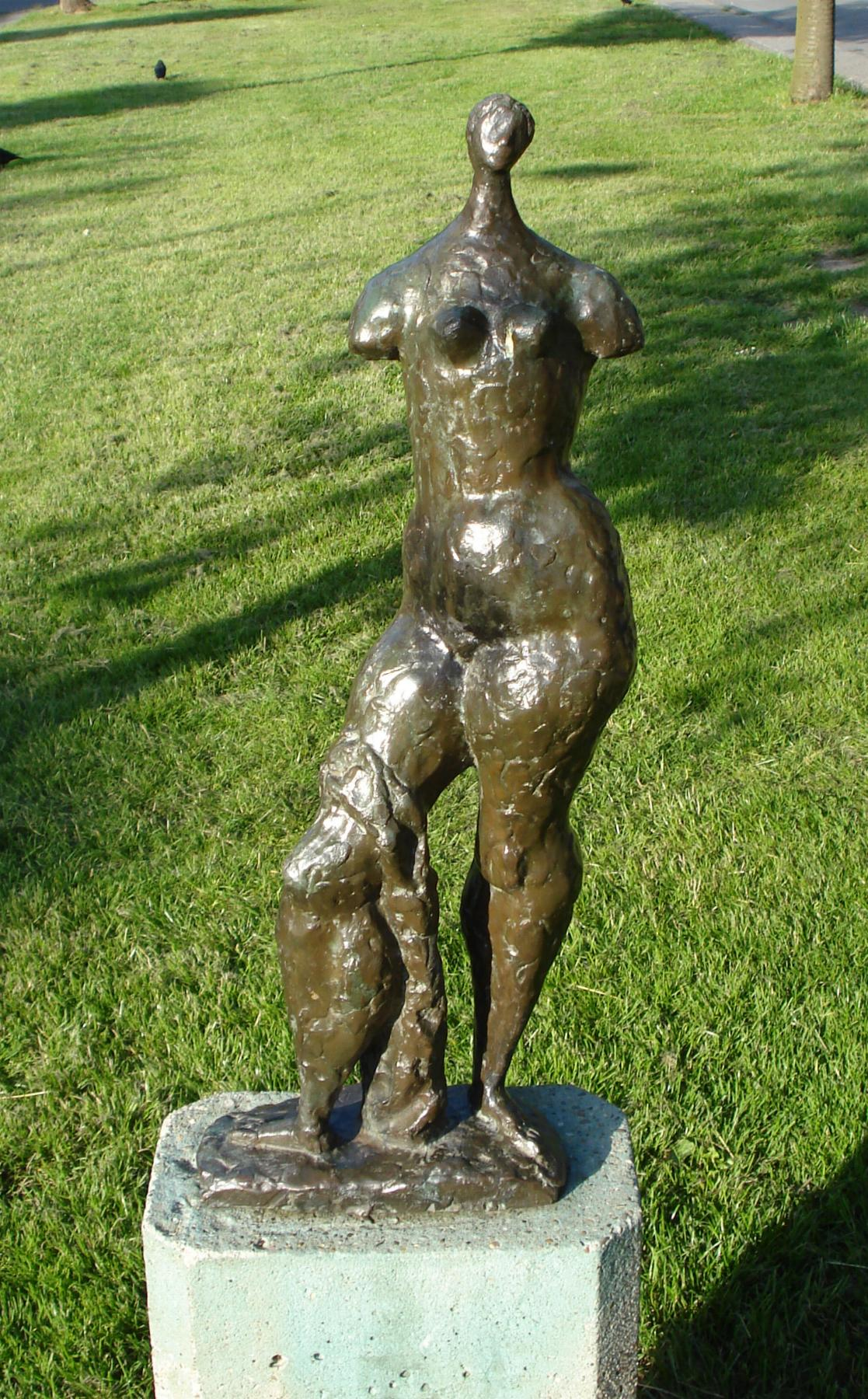
Vrouw (1965), Zuidwerfplein, Den Haag
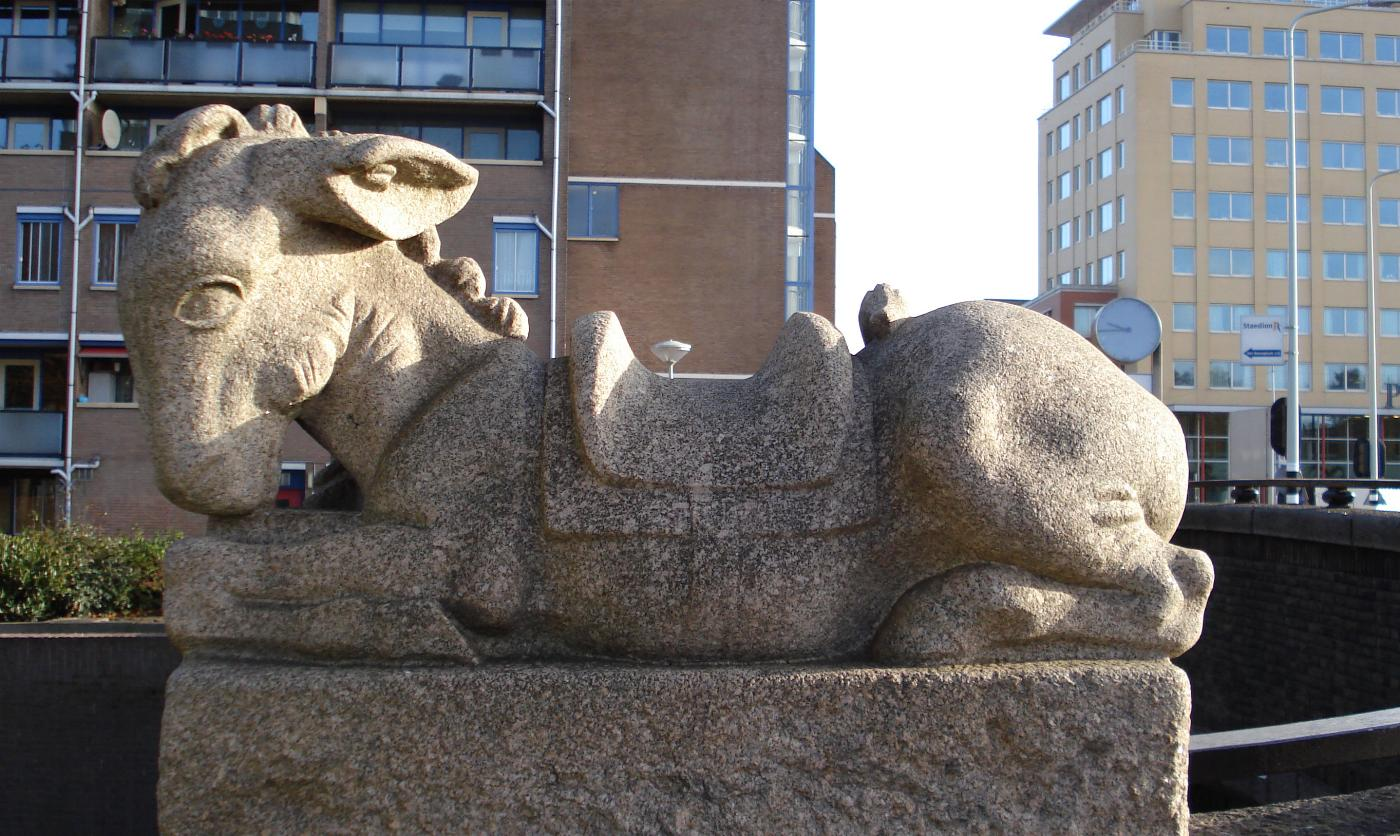
Ezel (1979), Lijnbaan, Den Haag
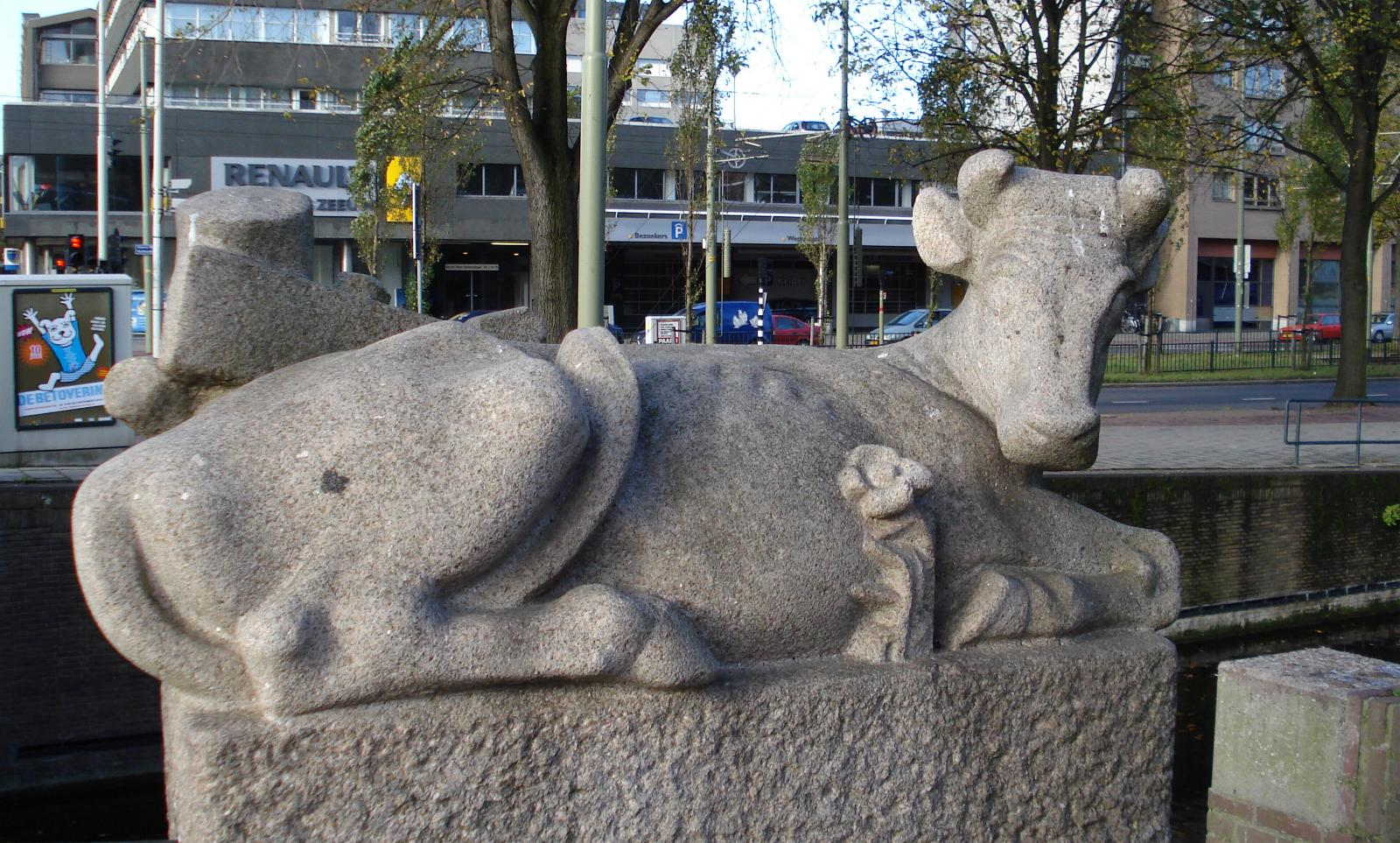
Koe (1979), Lijnbaan, Den Haag